# 竹市明弘
竹市 明弘（たけいち あきひろ、1933年11月28日 - 2019年6月15日）は、日本の哲学者、京都大学名誉教授。

## 経歴
愛知県一宮市出身。京都大学文学部哲学科卒業、同大学院文学研究科哲学専攻修士課程修了。関西大学助教授、同教授、京都大学教養部助教授、同教授、1991年に京都大学総合人間学部教授、同環境・人間学初代研究科長を歴任。1997年に定年退官、同時に名誉教授称号授与。その後、岡崎学園国際短期大学学長と改組および校名変更後の人間環境大学学長を歴任。アウクスブルク大学名誉博士。2017年4月、瑞宝中綬章を受章。

## 著作

### 共編著
- 『解釈学の課題と展開 解釈学の理論的発展と具体的適用』梅原猛共編 晃洋書房 1981
- 『哲学とはなにか その歴史と可能性』常俊宗三郎共編 勁草書房 1988
- 『カント哲学の現在』有福孝岳、坂部恵共編 世界思想社 哲学の現在 1993
- 『心とコミュニケーション 精神環境の探求』渡辺雄三、早川勇共編 勁草書房 人間環境学シリーズ 1999
- 『日本文化の21世紀 歴史・文化環境を生きる』小橋澄治、笠谷和比古共編 勁草書房 人間環境学シリーズ 1999
- 『人間環境の創造 持続可能な文明のために』植田和弘、片山幸士共編 勁草書房 人間環境学シリーズ 1999
- 『心とコミュニケーション 精神環境の探求』田畑洋子、渡辺雄三共編 勁草書房 人間環境学シリーズ 1999
- 『哲学は何を問うべきか』小浜善信共編著 晃洋書房 2005

### 翻訳
- ガダマー、アーベル他編『哲学の変貌 現代ドイツ哲学』岩波現代選書 1984
- K.O.アーペル、オースティン、ガダマー、バウムガルトナー、ローティほか『現代哲学の根本問題 第9巻 分析哲学の根本問題』編訳 晃洋書房 1985
- ヘンリッヒ、ローティ他編『超越論哲学と分析哲学 ドイツ哲学と英米哲学の対決と対話』産業図書 1992
- A.ゲートマン=ジーフェルト、O.ペゲラー編『ハイデガーと実践哲学』下村鍈二、宮原勇共監訳 法政大学出版局 叢書・ウニベルシタス 2001

## 論文
- Cinii